# Nguyễn Duy Hiệu
Nguyễn Duy Hiệu (chữ Hán: 阮惟斆; 1847–1887), có sách ghi là Nguyễn Hiệu, tục gọi Hường Hiệu; là một chí sĩ và là một lãnh tụ trong phong trào Cần Vương tại Quảng Nam trong lịch sử Việt Nam.

## Thân thế & sự nghiệp
Nguyễn Duy Hiệu sinh năm Đinh Mùi (1847) tại làng Thanh Hà, huyện Duyên Phúc (nay là phường Thanh Hà, thành phố Hội An) tỉnh Quảng Nam.
Năm Bính Tý (1876), ông thi đỗ cử nhân. Năm Kỷ Mão (1879), ông thi đỗ Phó bảng lúc 32 tuổi, được triều đình Tự Đức bổ nhiệm làm quan phụ đạo tại kinh thành Huế, được phong Hồng lô tự khanh nên người đời gọi là Hường Hiệu.
Tháng 5 năm Ất Dậu (tháng 7 năm 1885), cuộc phản công của phe chủ chiến ở Kinh thành Huế thất bại, Phụ chính Tôn Thất Thuyết phải phò vua Hàm Nghi chạy ra Quảng Trị, xuống dụ Cần vương (13 tháng 7 năm 1885).
Hưởng ứng lời kêu gọi cứu nước của vua, Nguyễn Duy Hiệu cùng Trần Văn Dư (1839-1885), Phan Bá Phiến (còn gọi là Phan Thanh Phiến, 1839-1887), Nguyễn Tiểu La (tức Nguyễn Hàm, 1863-1911), thành lập Nghĩa hội Quảng Nam (Trần Văn Dư làm Thủ hội) rồi ra bản cáo thị kêu gọi toàn dân trong tỉnh cùng đứng lên đáp nghĩa.

### Nghĩa hội Quảng Nam
Ngày 4 tháng 9 năm 1885, nghĩa quân Quảng Nam bao vây chiếm tỉnh thành La Qua (còn gọi là La Thành, tức thành tỉnh Quảng Nam), buộc Bố chính Bùi Tiến Tiên và Tuần phủ Nguyễn Ngoạn phải dẫn quân rút chạy.
Được tin khẩn, quân Pháp và quân Nam triều (triều vua Đồng Khánh thân Pháp) dưới quyền chỉ huy của tướng Schants đã phản công chiếm lại thành, rồi còn xua quân đi tấn công các căn cứ của nghĩa quân ở Đại Lộc, Quế Sơn, Tam Kỳ...
Trước lực lượng đông đảo và vũ khí tối tân của đối phương, đến tháng 10 năm 1885, các căn cứ ở Dương Yên, An Lâm, Đại Đồng cũng đều lần lượt bị bao vây rồi thất thủ.
Trước tình thế nguy ngập đó, bộ chỉ huy Nghĩa hội bàn nhau chọn kế "giải binh quy điền" để bảo toàn lực lượng. Tháng 12 năm 1885, Trần Văn Dư giao quyền Thủ hội cho Nguyễn Duy Hiệu để Huế gặp vua Đồng Khánh (từng là học trò của ông), nhằm tìm ra một giải pháp. Dọc đường, ông bị quyền Tổng đốc Quảng Nam Châu Đình Kế bắt giữ và báo với quân Pháp. Bất khuất, ông mắng chửi Tổng đốc Kế. Căm tức, viên quan này đã mượn tay quân Pháp để giết chết ông tại góc thành La Qua ngày 13 tháng 12 năm 1885.
Đầu năm 1886, Nguyễn Duy Hiệu chính thức làm Hội chủ mới của Nghĩa hội, và ông đã chọn thung lũng Trung Lộc thuộc Quế Sơn đặt tổng hành dinh với tên gọi là Tân tỉnh Trung Lộc.
Từ nơi đó, Nguyễn Duy Hiệu đã tổ chức đi đánh nhiều trận, gây cho đối phương nhiều thiệt hại, như trận tập kích đơn vị công binh Pháp đang mở con đường qua đèo Hải Vân (tiêu diệt trọn đội công tác này), trận Bãi Chài (phá đội ca nô ở vàm Vân Ly trên sông Thu Bồn), trận phục kích quân Pháp và quân triều đình ở Cẩm Muồng.
Tháng 2 năm 1886, viên Khâm sứ Trung Kỳ là Hector đã điều động khoảng bốn trăm lính Pháp cùng khoảng hai trăm quân triều do Nguyễn Thân chỉ huy đã rầm rộ tiến vào căn cứ Tân tỉnh Trung Lộc. Tại trận kịch chiến ở Gò May, nghĩa quân đại bại, bản doanh bị đốt cháy, san bằng. Thấy không thể cầm cự được nữa, Nguyễn Duy Hiệu và Phan Bá Phiến liền ra lệnh đánh vượt vòng vây chạy về một làng ở gần cửa biển An Hòa thuộc Tam Kỳ.
Tướng Nguyễn Thân liền xua quân theo càn quét rất ngặt. Lại thất trận ở căn cứ Phước Sơn (thuộc Tiên Phước), tuy Nguyễn Duy Hiệu và Phan Bá Phiến chạy thoát được nhưng thế và lực thật sự đã cùng. Không thể để nghĩa quân toàn ba tỉnh bị giết hại hết, nghe lời thủ lĩnh Hiệu, Phan Bá Phiến uống thuốc độc tự sát để tránh bị bắt, còn ông Hiệu thì tự trói mình nạp mạng cho đối phương để nhận lãnh hết trách nhiệm về mình...Hôm đó là ngày 5 tháng 8 năm Bính Tuất (21 tháng 9 năm 1887).

### Cái chết
Kế tiếp, theo sử liệu thì: 
Chứng kiến xong cái chết của người đồng sự tâm phúc, Nguyễn Duy Hiệu trở về quê thăm viếng mẹ già. Xong, ông ra miếu thờ Quan Công ở giữa bãi cát Thanh Hà, mặc áo dài đen, đầu vấn khăn cẩn thận, ngồi xếp bằng trước bàn thờ, rồi sai người đi báo cho Nguyễn Thân đến bắt ông...
Sau khi Nguyễn Duy Hiệu liền bị giải về Huế, triều đình Đồng Khánh bèn dùng danh lợi để dụ hàng, nhưng không được ông nghe. Cuối cùng, Viện cơ mật của Nam triều đã kết án tử hình ông vào ngày rằm tháng 8 năm Bính Tuất (15 tháng 10 năm 1887) tại Huế, hưởng dương 40 tuổi. Phần mộ Nguyễn Duy Hiệu hiện ở tại xã Cẩm Hà, thành phố Hội An.
Đàn áp Nghĩa đảng Quảng Nam thành công, Nguyễn Thân được nhà cầm quyền Pháp tặng thưởng Bắc đẩu bội tinh ngũ hạng, còn vua Đồng Khánh thì ban cho Nguyễn Thân gia hàm Thượng thư nhưng sung Nghĩa Định Tiễu phủ sứ, lại thưởng thêm một kim khánh hạng lớn.

## Thơ tuyệt mệnh
Trước khi bị chém chết, Nguyễn Duy Hiệu đã làm hai bài thơ tuyệt mệnh. Trích giới thiệu một bài: 
| Phiên âm Hán-Việt: Cần Vương thệ dữ Bắc Nam đồng Vô nại khuông tương lộ vị thông. Vạn cổ cương thường vô Ngụy Tháo, Bách niên tâm sự hữu Quan công. Thiên thư phận dĩ sơn hà định, Địa thế sầu khan thảo mộc cùng. Ký ngữ phù trầm tư thế giả, Hưu tương thành bại luận anh hùng. | Chí sĩ Huỳnh Thúc Kháng dịch thơ: Cần vương Nam Bắc kết tơ đồng, Cứu giúp đường kia khổ chẳng thông. Muôn thuở cương thường ai Ngụy Tháo? Trăm năm tâm sựu có Quan Công. Non sông phần tự thơ trời định, Cây cỏ buồn trông thấy đất cùng. Nhắn bảo nỗi chìm ai đó tá? Chớ đem thành bại luận anh hùng. |

## Ghi nhận công lao
Năm Ất Tỵ (1905), nhà chí sĩ Phan Bội Châu đã viết trong Việt Nam vong quốc sử như sau:
...Nguyễn Hiệu (và Phan Bá Phiến), người Quảng Nam, khởi nghĩa ba năm huyết chiến, người Pháp chưa lúc nào đánh thua được. Gặp phải Nguyễn Thân, người Quảng Ngãi, trước cũng dự tên Nghĩa hội, sau phản Nghĩa hội theo Pháp, (đây) là tay đầu sỏ nhất trong bọn nộ lệ Pháp, (đồng) đảng nó là Lê Khiết cũng là chó dữ của Pháp; (nên dù) Hiệu, Phiến ở đâu, tất nó hết sức dò la cho ra...Than ội! hai người ấy, nhà tan không nghĩ đến, chăm chăm chỉ nghĩ đến bảo toàn đảng để mưu về sau, trong mắt họ, trong bụng họ chỉ có Tồ quốc, có đồng bào mà thôi, can tràng như thế thật là trời đất phải khâm phục, quỷ thần phải kính nể...
Vinh danh Nguyễn Duy Hiệu, tên ông được đặt cho nhiều trường học và đường phố tại Việt Nam.